# Alain Berset
Alain Berset (Friburgo: 9 de abril de 1972) é um político suíço do Partido Social Democrata. Entre 1 de janeiro de 2012 e 31 de dezembro de 2023, foi membro do Conselho Federal. No período compreendido entre 1 de janeiro de 2018 até 31 de dezembro de 2018 e 1 de janeiro e 31 de dezembro de 2023, ele foi Presidente da Confederação Helvética.